# Домжале
Домжале (на словенски: Domžale) е град в община Домжале. Той се намира в близост до подножието на Камникските Алпи и на територията му тече река Камникска Бистрица(на словенски: Kamniška Bistrica). В днешно време градът е познат с малките си бизнес, агрикултурна и лека промишленост.

## Име
Домжале за първи път се спомена в писмени източници, датиращи от 1200-1230 като Domsselsdorf(и като Vnheilden dorf през 1260, Vnsselsdorf през 1302, Vnsersdorf през 1322, Dumsel през 1490, и Damschale през 1558). Средновековното Германско Unser(s)dorf вероятно е получено от (D)unselsdorf, което вероятно е заето от Словенското име и от което отпада първоначалното D-. Словенското име би могло да бъде реконструирано, като
*Domžaľe, на базата на славянското име *Domožalъ, отнасящо се до ранни обитатели на града. Друг възможен произход на имте на града е Средно високо немското Domsell(sdorf), което на свой ред може да се базира на Славянско име, като *Domoslavъ. На местния диалект, градът се споменава като Dumžale. В миналото, Немското име на града е Domschale.

## История
Домжале става село през 1925 и град на 19 април 1952. През следващите години Домжале се превръща в индустриален център със силна химическа и текстилна промишленост. През 1980, започва изграждането на модерни жилищни сгради. След като Словения обявява независимост, на 27 юни 1991 Югославската армия напада барикади в града и бомбардира радиопредаватели и къщи.

## Църква
Църквата в Домжале е посветена на Успението на Мария. Обградена е от гробища и се намира на хълм, северно от новото общинско гробище.

## Радиопредавател
Радиопредавателят в Домжале е най-мощния на територията на Славения. Той работи на средна вълна с честота от 918 kHz и може да се приема през нощта в цяла Европа. Използва 161 м стоманена тръбна мачта като антена.